# مهران مهام
مهران مهام (زادهٔ ۱ فروردین ۱۳۴۸) تهیه‌کننده و فیلم‌نامه‌نویس ایرانی است.

## فیلم‌شناسی

### تهیه‌کنندگی
| سال          | نام اثر                      | نقش       | اجرا     |
| ------------ | ---------------------------- | --------- | -------- |
| ۱۴۰۱         | بی‌همگان                      | تهیه‌کننده | شبکه سه  |
| ۱۳۹۹         | بوتیمار                      | تهیه‌کننده | شبکه سه  |
| ۱۳۹۸         | زوج یا فرد                   | تهیه‌کننده | شبکه سه  |
| ۱۳۹۶         | پنچری                        | تهیه‌کننده | شبکه سه  |
| ۱۳۹۴خ هندو گ | دردسرهای عظیم ۲              | تهیه‌کننده | شبکه سه  |
| ۱۳۹۳         | دردسرهای عظیم                | تهیه‌کننده | شبکه سه  |
| ۱۳۹۳         | روزهای بد، به‌در              | تهیه‌کننده | شبکه سه  |
| ۱۳۹۰         | نقطه سر خط                   | تهیه‌کننده | شبکه سه  |
| ۱۳۸۹         | زن‌بابا                       | تهیه‌کننده | شبکه سه  |
| ۱۳۸۹         | خوش‌نشین‌ها                    | تهیه‌کننده | شبکه سه  |
| ۱۳۸۸         | دلنوازان                     | تهیه‌کننده | شبکه سه  |
| ۱۳۸۷         | ترانه مادری                  | تهیه‌کننده | شبکه سه  |
| ۱۳۸۷         | بزنگاه                       | تهیه‌کننده | شبکه سه  |
| ۱۳۸۶         | کارآگاهان                    | تهیه‌کننده | شبکه سه  |
| ۱۳۸۶         | ترش و شیرین                  | تهیه‌کننده | شبکه سه  |
| ۱۳۸۵         | کتاب‌فروشی هدهد               | تهیه‌کننده | شبکه سه  |
| ۱۳۸۵         | نرگس (مجموعه تلویزیونی)      | تهیه‌کننده | شبکه سه  |
| ۱۳۸۴         | متهم گریخت                   | تهیه‌کننده | شبکه سه  |
| ۱۳۸۳         | من یک مستأجرم                | تهیه‌کننده | شبکه سه  |
| ۱۳۸۳         | خانه به دوش                  | تهیه‌کننده | شبکه سه  |
| ۱۳۸۳         | طلسم‌شدگان                    | تهیه‌کننده | شبکه پنج |
| ۱۳۸۰         | خانه پدری                    | تهیه‌کننده | شبکه پنج |
| ۱۳۸۰         | کارآگاه شمسی و دستیارش مادام | تهیه‌کننده | شبکه پنج |
| ۱۳۸۰         | خانه آرزوها                  | تهیه‌کننده | شبکه دو  |
| ۱۳۷۹         | خانه نیکو                    | تهیه‌کننده | شبکه دو  |

### بازیگری
- شهر زیبا
- چهارشنبه سوری